# Chapelle Saint-Louis de Mangalore
La chapelle Saint-Louis (de Gonzague) (en anglais St. Aloysius Chapel) est un édifice religieux catholique sis au cœur de la ville de Mangalore, au Karnataka (Inde). Construite au XIXe siècle pour les services spirituels et pastoraux du collège jésuite ‘St Aloysius’ elle est connue pour ses nombreuses fresques qui, à la mode baroque, couvrent tous les murs intérieurs. Le monument est classé au patrimoine artistique de l’Inde.

## Histoire
La chapelle - qui a les dimensions d’une église - est construite en 1884. C’est-à-dire quelque temps après l’ouverture (1880) du collège jésuite Saint-Louis (de Gonzague) dont elle fait intégralement partie. La ‘Mission de Mangalore’ est alors sous la direction de Jésuites italiens qui, concomitamment au travail missionnaire traditionnel, développent dans la région de Kanara un réseau d’institutions éducatives et caritatives, dont le collège Saint-Louis est le centre.

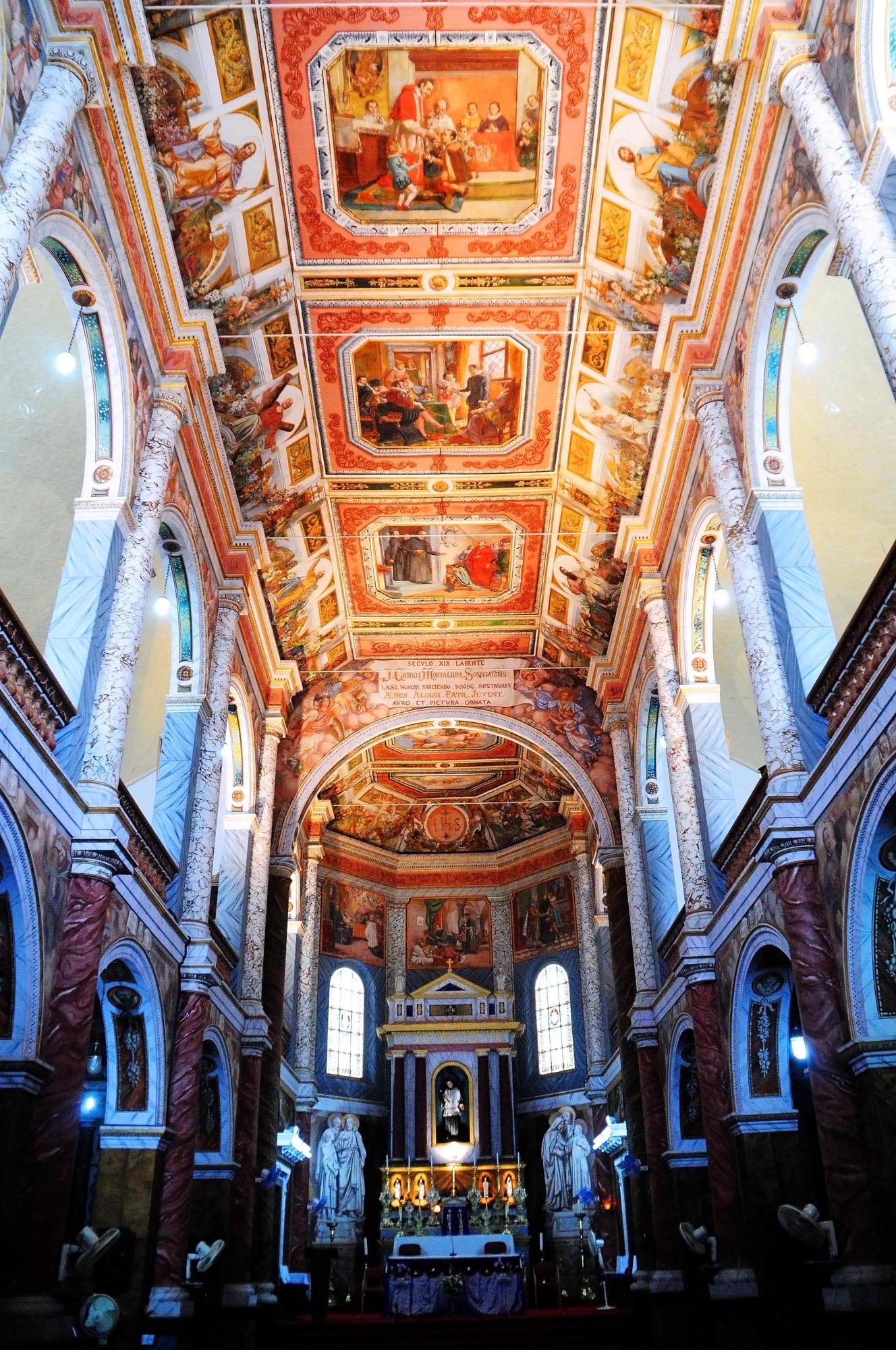
Vue d'ensemble du plafond de la nef

En 1898 le frère jésuite et peintre Antonio Moscheni, déjà bien connu dans son pays natal, est envoyé d’Italie pour décorer la chapelle du collège de Mangalore. Il y passe deux ans, couvrant à la mode baroque l’entièreté des murs intérieurs et voussure de la nef de fresques illustrant la vie de saint Louis de Gonzague et d’autres saints de l’Église catholique. Dans ce genre baroque, la chapelle est unique en Inde.   

## Les fresques

### Saint Louis de Gonzague
La rangée centrale des peintures du plafond de la nef illustre la vie de saint Louis de Gonzague, patron de la jeunesse catholique, à qui le collège et la chapelle sont consacrés.
À partir du fond de l’église :
- Saint Louis, enfant, consacre sa vie à Dieu, à l’autel de la Vierge Marie, à Florence.
- Encore enfant, saint Louis prêche à ses concitoyens.
- La première communion de saint Louis.
- Saint Louis demandant son admission dans la Compagnie de Jésus.
- Le reste de la vie de saint Louis est représenté sur le mur au-dessus de l'autel.
- L'image centrale au dessus de l’autel, dépeint saint Louis au service des pestiférés de Rome. (contractant la maladie il en mourut, à l’âge de 23 ans)

### Autres saints
Sur les parties courbes de la voussure (la reliant aux piliers de soutien) sont peints les apôtres, avec guirlandes de fleurs. Les guirlandes, portées par des anges, sont toutes différentes. Dans les arcs supérieurs (de la tribune) sont représentés les grands saints de l’Église.  Dans les arcs inférieurs : les saints jésuites. 
Parmi eux :
- Saint Thomas, apôtre de l'Inde, portant une lance à la main.
- Saint François d’Assise, amoureux de la nature.
- Saint Pierre Claver, jésuite missionnaire au service des esclaves noirs en Amérique du Sud.
- Bienheureux Rodolphe Acquaviva, missionnaire jésuite à la cour d’Akbar, mort martyr à Cuncolim (Goa)
- Saint Jean de Britto, missionnaire, lettré tamoul et sannyasin jésuite, mort pour la foi à Oriyur.

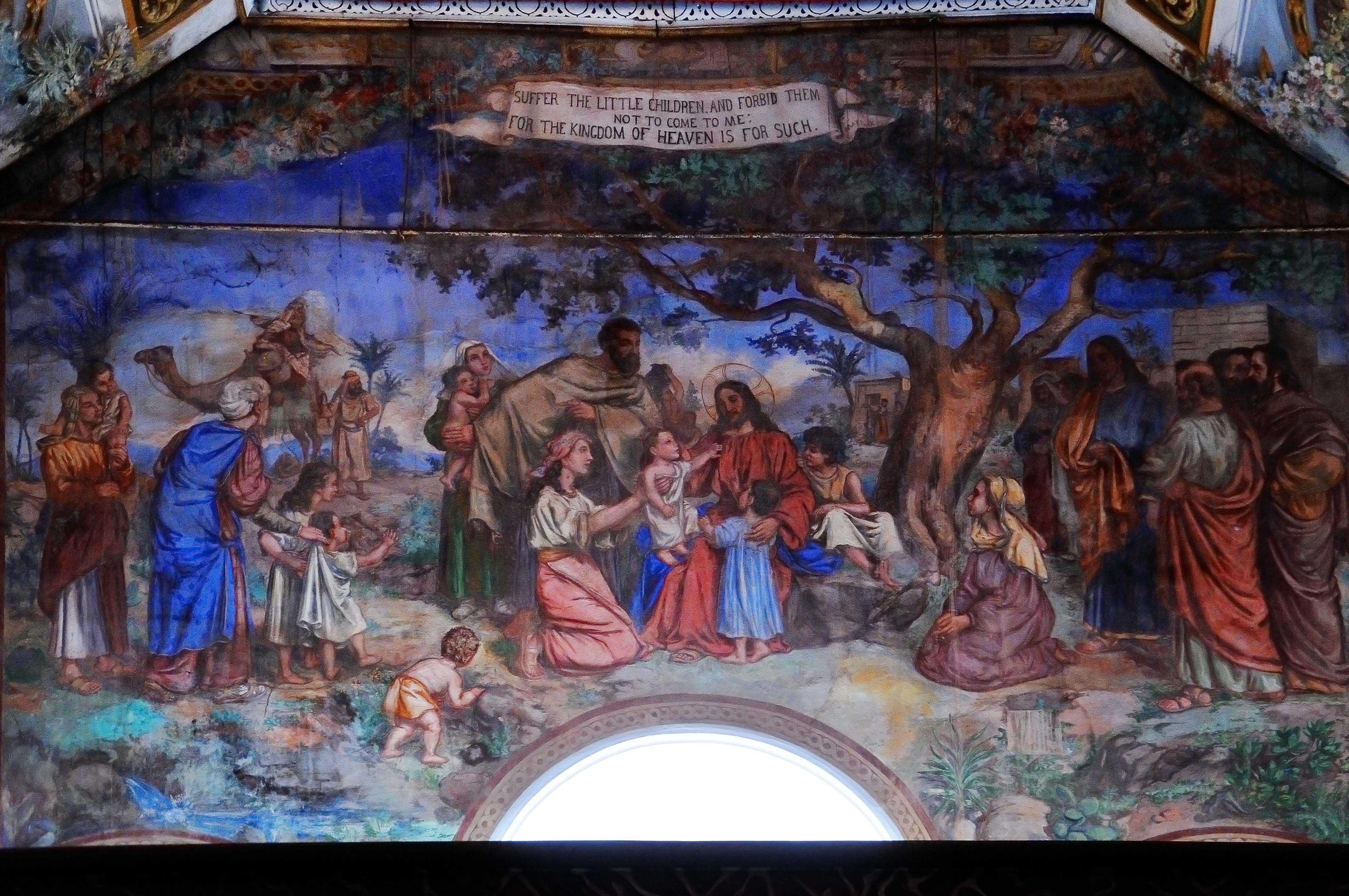
Jésus et les enfants est considéré comme l'œuvre majeure de Moscheni

### La vie de Jésus
De nombreuses scènes de la vie de Jésus ornent également les murs : naissance, baptême, mariage de Cana, et surtout sa crucifixion entre deux bandits au Golgotha, avec la Vierge Marie et sainte Madeleine au pied de la croix et le soldat Longin perçant de sa lance le côté droit de Jésus en croix.  
Particulièrement remarquable est la scène de ‘Jésus, ami des enfants’ peinte sur le mur du fond de l’église. Elle est considérée comme l’œuvre majeure d’Antonio Moscheni. 

### Restauration
Un grand travail de restauration des fresques et toiles d’Antonio Moscheni fut entrepris en 1991 par l’Indian National Trust for Art and Cultural Heritage’ [INTACH] et achevé en 1994.